# Trichopsocidae
Trichopsocidae es una familia de insectos en Psocodea que pertenecen al suborden Psocomorpha. La familia incluye 11 especies en dos géneros.